# Karol Domagalski
Karol Andrzej Domagalski (Skała, 8 september 1989) is een Pools voormalig wielrenner.

## Carrière
In 2016 behaalde Domagalski in de Ronde van Korea zijn eerste profoverwinning door in de derde etappe op vijf kilometer van de streep een demarrage te plaatsen en nipt het sprintende peloton voor te blijven. Twee dagen later won de Pool voor de tweede maal, nu door solo over de streep te komen. Hierdoor nam hij de leiderstrui over van Brenton Jones. Een dag later moest hij deze trui echter weer afstaan aan Grega Bole.

## Overwinningen
2016
3e en 5e etappe Ronde van Korea
1e etappe Ronde van Midden-Nederland (ploegentijdrit)
2017
Grand Prix des Marbriers
1e etappe Ronde van Midden-Nederland (ploegentijdrit)

## Resultaten in voornaamste wedstrijden
| Jaar | Ronde van Italië | Ronde van Frankrijk | Ronde van Spanje |
| ---- | ---------------- | ------------------- | ---------------- |
| 2014 |                  |                     | 124e             |
| 2015 |                  |                     |                  |
| 2016 |                  |                     |                  |

| Jaar | Ronde van Lombardije |  | WK op de weg |
| ---- | -------------------- |  | ------------ |
| 2014 | opgave               |  |              |
| 2015 |                      |  |              |
| 2016 |                      |  | opgave       |

## Ploegen
- 2012 –  Caja Rural
- 2013 –  Caja Rural-Seguros RGA
- 2014 –  Caja Rural-Seguros RGA
- 2015 –  Team Raleigh GAC
- 2016 –  ONE Pro Cycling
- 2017 –  ONE Pro Cycling
- 2018 –  ONE Pro Cycling
- 2019 –  Hurom BDC Development
- 2020 –  Hurom BDC Development
- 2021 –  Hurom BDC Development

Barker · Baylis · Białobłocki · Domagalski · Ebsen · Goss · Handley · Harper · House · Hunt · Lander · McCormick · Mortensen · O'Shea · Opie · Oram · Smith · Von Hoff · P.Williams · S.Williams
Baylis · Domagalski · Kelly · Latham · Liepiņš · McCormick · Oram · Richardson · Scott · Tracz · Williams